# Арфон
Арфо́н (фр. Arfons, окс. Arfonts) — коммуна во Франции, находится в регионе Юг — Пиренеи. Департамент — Тарн. Входит в состав кантона Ла-Монтань-Нуар. Округ коммуны — Кастр.
Код INSEE коммуны — 81016.

## География
Коммуна расположена приблизительно в 610 км к югу от Парижа, в 65 км восточнее Тулузы, в 60 км к югу от Альби.
По территории коммуны протекают реки Сор и Сурет (фр. Sourette). Более половины территории коммуны занимают леса.

## Климат
Климат умеренно-океанический. Зима мягкая и дождливая, лето жаркое с частыми грозами. Ветры довольно редки.

## Население
Население коммуны на 2010 год составляло 182 человека.
| 1962 | 1968 | 1975 | 1982 | 1990 | 1999 | 2010 |
| ---- | ---- | ---- | ---- | ---- | ---- | ---- |
| 340  | 420  | 212  | 179  | 177  | 176  | 182  |

## Экономика
В 2007 году среди 128 человек в трудоспособном возрасте (15—64 лет) 88 были экономически активными, 40 — неактивными (показатель активности — 68,8 %, в 1999 году было 72,1 %). Из 88 активных работали 69 человек (39 мужчин и 30 женщин), безработных было 19 (9 мужчин и 10 женщин). Среди 40 неактивных 9 человек были учениками или студентами, 13 — пенсионерами, 18 были неактивными по другим причинам.

## Достопримечательности
- Южный канал (XVII век). Исторический памятник с 1998 года.[4][5]

## Фотогалерея

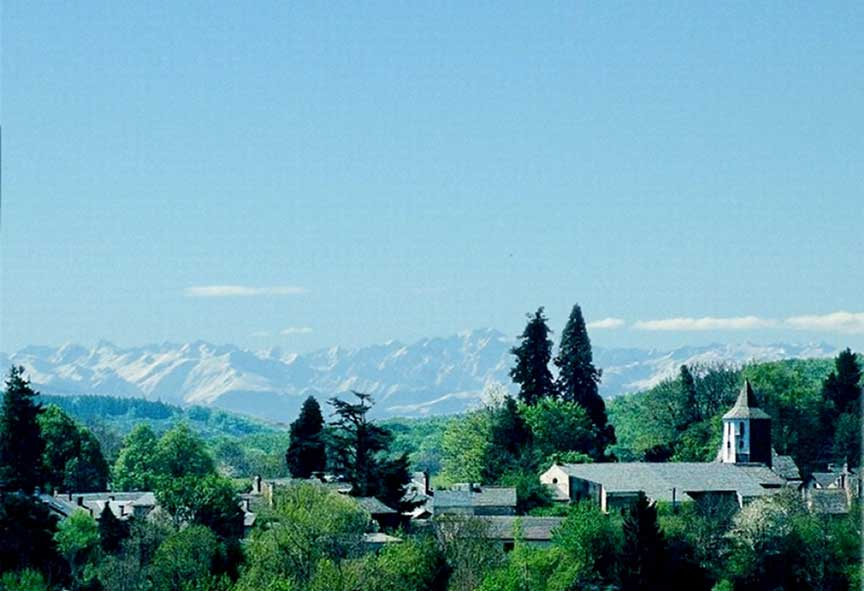
Арфон
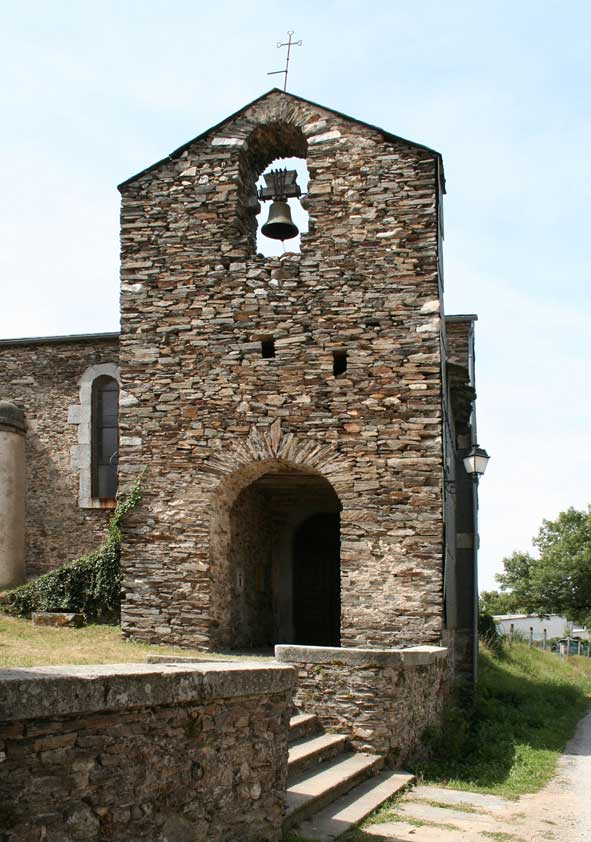
Церковь Нотр-Дам
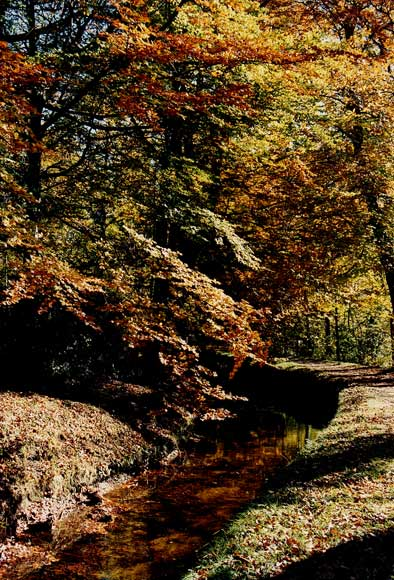
Горный ручей
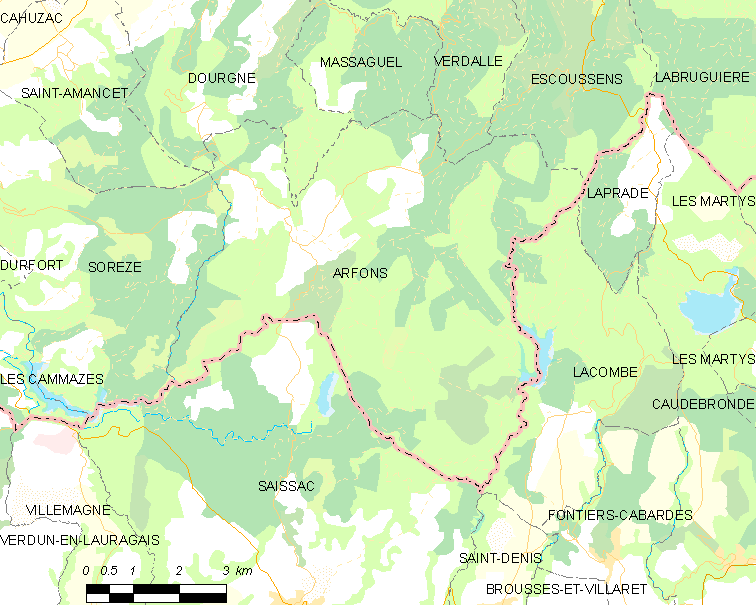
Карта коммуны